# توپله، پاکستان
توپله (به انگلیسی: Tupla) یک منطقهٔ مسکونی در پاکستان است که در خیبر پختونخوا واقع شده‌است. توپله ۱٬۷۸۱ متر بالاتر از سطح دریا واقع شده‌است.